# Val'Quirico
Val'Quirico es una localidad y pueblo artificial ubicado en el municipio de Tetlatlahuca en el estado mexicano de Tlaxcala. Se abrió al público en 2014 y comenzó principalmente como un complejo turístico y residencial. Es de estilo  medieval y significa en español «Valle de Quirico». Está inspirado en San Quirico d'Orcia, un pueblo en la región Toscana de Italia.
Val'Quirico es el ejemplo principal del programa Reinos de México, una nueva iniciativa nacional de SECTUR que busca crear pueblos temáticos basados en dos pilares fundamentales: la fusión cultural y arquitectónica, y el desarrollo sostenible a través de economías circulares.
Se encuentra a 18 kilómetros de la ciudad de Tlaxcala, a 24 kilómetros de la ciudad de Puebla y 113 kilómetros de la Ciudad de México. En sus cercanías se localizan las zonas arqueológicas de Cacaxtla y Xochitécatl, así como el Parque nacional La Malinche.
Tan solo en 2023, el pueblo recibió a más de 1 150 000 turistas, convirtiéndose en uno de los sitios más visitados del estado de Tlaxcalay superando al Santuario de las Luciérnagas, que recibió solo 107 000 visitantes el mismo año.

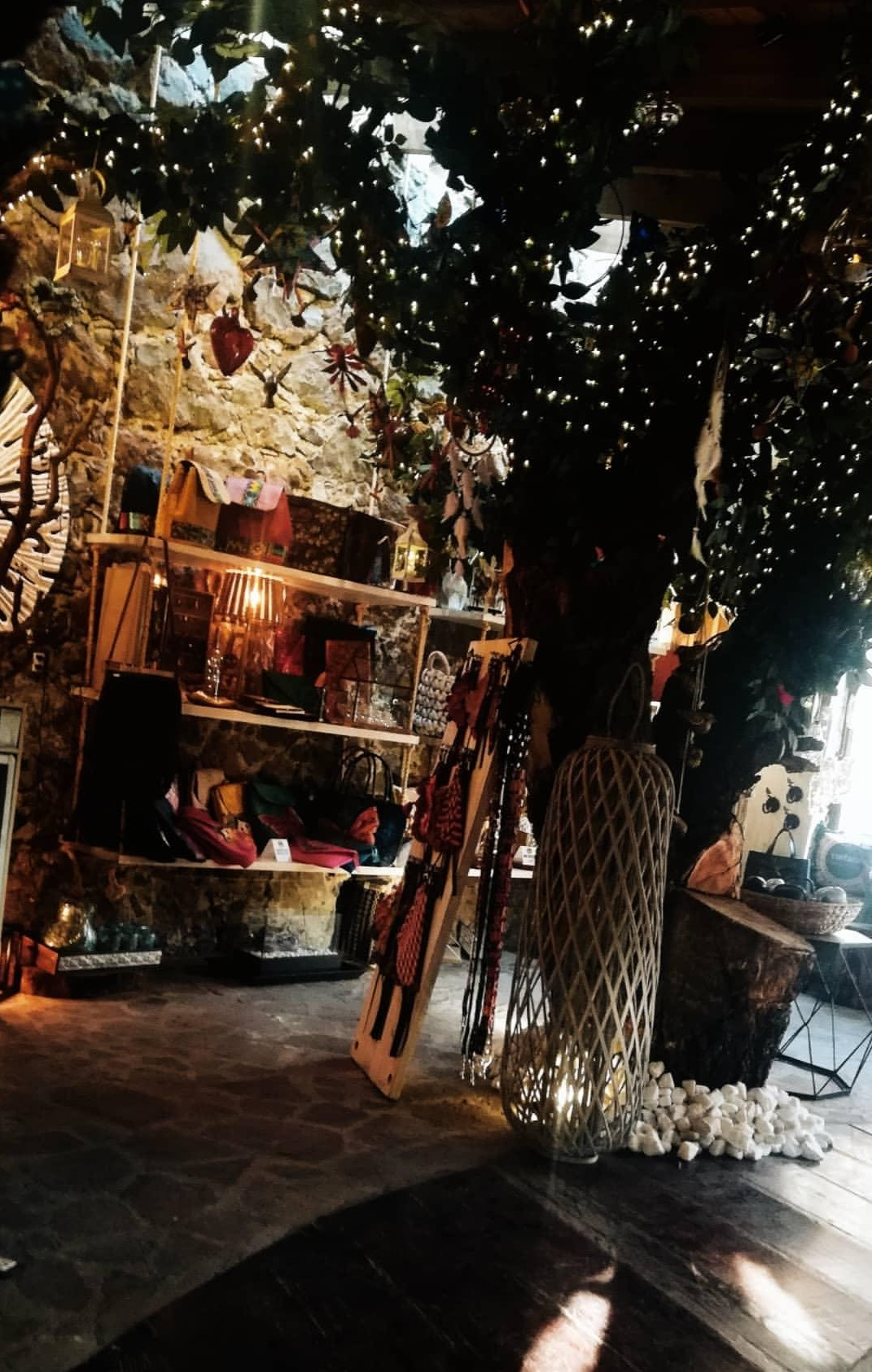
Tienda de artesanías en Val´Quirico

## Historia
La construcción de Val'Quirico fue hecha sobre los vestigios de una hacienda porfiriana dedicada a la agricultura y el ganado.
Después de su apogeo en la segunda mitad del siglo XIX, la hacienda fue convertida en un club privado, el cual no tuvo éxito. Tiempo más tarde, la hacienda fue modificada hasta convertirse en un pueblo artificial semejante a la Toscana de Italia.
Las edificaciones de Val'Quirico fueron realizadas a base de piedra, adobe, madera y ladrillo típicos de las construcciones italianas. La idea de Val'Quirico surgió cuando los accionistas del recinto estaban de paso por la campiña italiana.